# Manu Tiko
Pas d'image ? Cliquez ici

b Matchs officiels uniquement.
Dernière mise à jour le 26 décembre 2024.
Imanueli Tikomaimakogai, plus connu comme Manu Tiko, est né le 30 septembre 1974 à Nausori (Fidji). C’est un joueur de rugby à XV, qui a joué avec l'équipe des Fidji, évoluant au poste de trois-quarts aile (1,83 m pour 85 kg).

## Biographie
Manu Tiko a eu sa première cape internationale le 22 mai 1999, à l'occasion d'un match contre l'équipe des États-Unis.
Il a disputé la Coupe du monde 1999 (2 matchs).

## Palmarès

### En équipe nationale
- 11 sélections avec l’équipe des Fidji
- 9 essais
- 45 points
- Sélections par année : 9 en 1999, 2 en 2000